# M/M/1-típusú sorbanállás
A sorbanállási elméletben az M/M/1-típusú sorbanállásra jellemző, hogy egy kiszolgáló van, a rendszerbe érkezések a Poisson-folyamat szerint történnek, és a kiszolgálási idő exponenciális eloszlású. A megnevezés (M/M/1) a Kendall-féle jelölés szerint történt. Ez a típus a legegyszerűbb modell.

## Meghatározás
A sorbanállás sztochasztikus folyamat, melynek állapottere {0,1,2,3...}, ahol a rendszerben lévő sorbanállók száma megfelel a számoknak.
- Az érkezési sebesség λ, a Poisson-folyamatnak megfelelően történik, és az i - i+1 átmenet jelzi, hogy új sorbanálló tag érkezett,
- A kiszolgálási idő exponenciális eloszlású, μ paraméterrel,
- A sor elején egy kiszolgáló látja el a beérkezőket, a FCFS szerint (aki elsőnek jött, elsőnek lesz kiszolgálva); Amikor a kiszolgálás megtörtént, az ügyfél (entitás) elhagyja a rendszert, és eggyel csökken a rendszerben az ügyfelek száma,
- A tároló (a kiszolgálás helye) végtelen nagy, így nincs korlátja a belépő ügyfelekre nézve.

Ezt a modellt a folytonos idejű Markov-lánccal lehet leírni, átmeneti mátrixxal:
{\displaystyle Q={\begin{pmatrix}-\lambda &\lambda \\\mu &-(\mu +\lambda )&\lambda \\&\mu &-(\mu +\lambda )&\lambda \\&&\mu &-(\mu +\lambda )&\lambda &\\&&&&\ddots \end{pmatrix}}}
Ez ugyanaz a mátrix, mint amivel a születés-halálozás folyamatot írják le.
Az állapottér {0,1,2,3,...}.

## Az átmenet képlete
Az M/M/1-típusú sorbanállási modellnél a t időtől függő valószínűségi tömegfüggvény írja le, hogy a modell egy adott állapotban van. Tegyük fel, hogy a sorbanállási folyamat a kezdetben i állapotban van, és a pk(t) valószínűség t időben , és k állapotban:
{\displaystyle p_{k}(t)=e^{-(\lambda +\mu )t}[\rho ^{(k-i)/2}I_{k-i}(at)+\rho ^{(k-i-1)/2}I_{k+i+1}(at)+(1-\rho )\rho ^{k}\sum _{j=k+i+2}^{\infty }\rho ^{-j/2}I_{j}(at)]}
ahol {\displaystyle \rho =\lambda /\mu }, {\displaystyle a=2\mu {\sqrt {\rho }}} és Ik a módosított elsőfajú Bessel függvény.

## Állandósult eloszlás
Csak λ<μ esetben stabil a modell. Ha átlagosan, a beérkezések gyorsabban történnek, mint a kiszolgálások, akkor a sor végtelen nagyra nő, és a rendszernek nem lesz állandósult eloszlása. Az állandósult eloszlás a korlátozó tényező a nagy t-kre.

## A rendszerben lévő ügyfelek száma
Annak a valószínűsége, hogy az állandósult folyamat i állapotban van (i ügyfelet tartalmaz, beleértve a kiszolgálás alatt lévőket is):
{\displaystyle \pi _{i}=(1-\rho )\rho ^{i}.\,}
Látható, hogy az ügyfelek száma a geometriai eloszlást követi 1−ρ paraméterrel. Így az ügyfelek átlagos száma: ρ/(1−ρ). .

## A kiszolgáló foglaltsági periódusa
A kiszolgáló foglaltsági periódusa az az idő, mely az ügyfél – az üres rendszerbe való -beérkezésének pillanatától számít addig, amíg az ügyfél elhagyja a rendszert, mely újra üres lesz.
A foglaltsági periódus valószínűségi sűrűségfüggvénye:

{\displaystyle f(t)={\begin{cases}{\frac {1}{t{\sqrt {\rho }}}}e^{-(\lambda +\mu )t}I_{1}(2t{\sqrt {\lambda \mu }})&t>0\\0&{\text{máskülönben}}\end{cases}}}
ahol I1 a módosított elsőfajú Bessel függvény,Laplace-transzformációt alkalmazva, és invertálva az eredményt.
Az M/M/1-típusú sorbanállási modell foglaltsági periódusának Laplace-transzformáltja:
{\displaystyle \mathbb {E} (e^{-\theta F})={\frac {1}{2\lambda }}(\lambda +\mu +\theta -{\sqrt {(\lambda +\mu +\theta )^{2}-4\lambda \mu }})}

## Válaszidő
Az átlagos válaszidő (a teljes idő, amit az ügyfél a rendszerben tölt) a Little-törvény segítségével számolható ki, mivel 1/(μ−λ). Az átlagos várakozási idő: 1/(μ − λ) − 1/μ = ρ/(μ − λ).